# グロリア・イン・エクチェルシス・デオ
Gloria in excelsis Deo（グロリア・イン・エクチェルシス・デオ）とは、『天のいと高きところには神に栄光あれ』を意味する教会ラテン語成句。

## ギリシャ語テキストと英語対訳
| Δόξα Σοι τῷ δείξαντι τὸ φῶς. Δόξα ἐν ὑψίστοις Θεῷ καὶ ἐπὶ γῆς εἰρήνη ἐν ἀνθρώποις εὐδοκία. Ὑμνοῦμέν σε, εὐλογοῦμέν σε, προσκυνοῦμέν σε, δοξολογοῦμέν σε, εὐχαριστοῦμέν σοι, διὰ τὴν μεγάλην σου δόξαν. Κύριε Βασιλεῦ, ἐπουράνιε Θεέ, Πάτερ παντοκράτορ, Κύριε Υἱὲ μονογενές, Ἰησοῦ Χριστέ, καὶ Ἅγιον Πνεῦμα. Κύριε ὁ Θεός, ὁ ἀμνὸς τοῦ Θεοῦ, ὁ Υἱός τοῦ Πατρός, ὁ αἴρων τὴν ἁμαρτίαν τοῦ κόσμου, ἐλέησον ἡμᾶς, ὁ αἴρων τὰς ἁμαρτίας τοῦ κόσμου. Πρόσδεξαι τὴν δέησιν ἡμῶν, ὁ καθήμενος ἐν δεξιᾷ τοῦ Πατρός, καὶ ἐλέησον ἡμᾶς. Ὅτι σὺ εἶ μόνος Ἅγιος, σὺ εἶ μόνος Κύριος, Ἰησοῦς Χριστός, εἰς δόξαν Θεοῦ Πατρός. Ἀμήν. Καθ' ἑκάστην ἡμέραν εὐλογήσω σε, καὶ αἰνέσω τὸ ὄνομά σου εἰς τὸν αἰῶνα καὶ εἰς τὸν αἰῶνα τοῦ αἰῶνος. | われらに光を示された汝に栄光あれ。 いと高きところには神に栄光あれ。地上には平和、すべての人には聖寵あらんことを。 われらは汝を称え、汝を祝福し、汝に栄光あるものにし、汝の大いなる栄光のゆえに感謝せむ。 主にして王、天上の神なる全能の父よ、唯一の御子イエス・キリスト、そして聖霊よ。 主なる神、神の仔羊、世界の罪を除き給う父の御子よ、われらを憐れみ給え。汝世界の罪を除き給う者よ。 われらの祈りを受けたまへ、父なる神の右の座に座られる汝よ、われらを憐れみ給え。 汝のみが聖であり、汝のみが主なる イエス・キリスト、父なる神の栄光にあるものなればなり。アーメン。 いずれの日も我は汝を祝福せむ。汝の名を、幾世代にわたり長しえに称えむ。（英語訳から重訳） |

## ラテン語テキスト
Glória in excélsis Deo
et in terra pax homínibus bonæ voluntátis.
Laudámus te,
benedícimus te,
adorámus te,
glorificámus te,
grátias ágimus tibi propter magnam glóriam tuam,
Dómine Deus, Rex cæléstis,
Deus Pater omnípotens.
Dómine Fili unigénite, Jesu Christe,
Dómine Deus, Agnus Dei, Fílius Patris,
qui tollis peccáta mundi, miserére nobis;
qui tollis peccáta mundi, súscipe deprecatiónem nostram.
Qui sedes ad déxteram Patris, miserére nobis.
Quóniam tu solus Sanctus, tu solus Dóminus, tu solus Altíssimus,
Jesu Christe, cum Sancto Spíritu: in glória Dei Patris. Amen.

## 日本語訳

### カトリック（1978年）
天の　いと高き　ところには神に栄光、
地には善意の人に平和あれ。
われら主を　ほめ、主を　たたえ、
主を拝み、主を　あがめ、
主の大いなる栄光のゆえに感謝し奉る。
神なる主、天の王、全能の父なる神よ。
主なる御ひとり子、イエズス・キリストよ。
神なる主、神の子羊、父の　み子よ。
世の罪を除きたもう主よ、
われらを　あわれみたまえ。
世の罪を除きたもう主よ、
われらの願いを聞き入れたまえ。
父の右に座したもう主よ、
われらを　あわれみたまえ。
主のみ聖なり、
主のみ王なり、
主のみ　いと高し、イエズス・キリストよ。
聖霊とともに、父なる神の栄光のうちに。アーメン。

### 日本聖公会口語訳（1991年）
いと高きところには神に栄光、地にはみ心にかなう人びとに平和がありますように。
全能の父、天の王、主なる神よ、主を拝み、主に感謝し、主の栄光をほめたたえます。
父の独り子、主イエス・キリスト、世の罪を除く神の子羊、主なる神よ、わたしたちに憐れみをお与えください。
父の右に座しておられる主よ、わたしたちの祈りを受け入れてください。
イエス・キリストよ、主のみ聖、主のみ王、主のみ聖霊とともに、父なる神の栄光のうちに、最も高くおられます　アーメン